# Pelargonium longifolium
Pelargonium longifolium är en näveväxtart som först beskrevs av Nicolaas Laurens Burman och fick sitt nu gällande namn av Nikolaus Joseph von Jacquin. Pelargonium longifolium ingår i släktet pelargoner, och familjen näveväxter. Inga underarter finns listade i Catalogue of Life.